# Ibn al-Qârih
 (août 2013).
Si vous disposez d'ouvrages ou d'articles de référence ou si vous connaissez des sites web de qualité traitant du thème abordé ici, merci de compléter l'article en donnant les références utiles à sa vérifiabilité et en les liant à la section « Notes et références ».
Ibn al-Qârih est Abû al-Hasan, 'Alî, Ibn Mansûr, Ibn Tâlib, connu sous le sobriquet de Dawkhala (panier à dattes). Il est né à Alep en 351H/962 apr. J.-C. et mort après 421H/1030 apr. J.-C.

## Apprentissage
Il a eu des maîtres de renom tel Abû Alî al-Fârisî (m. 987), Ibn Khalawayh (m. 970), Abû al-Hasan al-Maghribî (m. 1010) et autres.

## Son époque
Alep était disputée entre les Fatimides du Caire, les Byzantins, les Hamdanides et les Mirdasides.  

## Fonction
Secrétaire, poète et enseignant, il y a voyagé beaucoup entre Alep, Baghdâd, Égypte, Amid, Mecque. Il est surtout connu pour une lettre envoyée à son contemporain Abû 'Alâ' al-Maari. celui-ci lui répond avec une lettre monumentale connu sous le nom de Risâlat al-Ghufrân (l'épître du pardon).
Il a seulement un biographe, connu sous le nom d'Ibn 'Abd al-Rahim. l'ouvrage de celui-ci est perdu néanmoins quelques fragments sont conservés dans les deux dictionnaires biographies de Yaqut al-Hamawî et de Ibn al-Najjâr.

## Son Épître
Son épitre est éditée en arabe plusieurs fois : Muhammad Kurd Alî en 1913 et Bint Shati' en 1950. Elle a été critiquée en français par Régis Blachère en 1945 dans la Revue des études islamiques et par Michel Dechico en 1980 dans une thèse de doctorant soutenue à l'Université de Paris III. En arabe, Mursil Fâlih al-'Ajamî lui consacre une critique littéraire en 1997 dans la revue de la faculté des Lettres de l'Université du Kuwait.